# هرادشین
هرادشین (به چکی: Hradešín) یک منطقهٔ مسکونی در جمهوری چک است که در ناحیه کولین واقع شده‌است. هرادشین ۴٫۲۴ کیلومتر مربع مساحت و ۳۰۷ نفر جمعیت دارد و ۳۹۸ متر بالاتر از سطح دریا واقع شده‌است.